# Останній апач
Останній апач (англ. Gunsmoke: The Last Apache) — американський вестерн 1990 року.

## Сюжет
Під час набігу апачів військовий вождь викрадає молоду дівчину. Її батько вирушає на пошуки.

## У ролях
- Джеймс Арнесс — Метт Діллон
- Річард Кайлі — Шелк Брайтон
- Емі Сток-Пойнтон — Бет Ярднер
- Джефрі Льюїс — Бодін
- Джо Лара — Вовк
- Сем Влахос — Томас
- Хью О'Брайан — генерал Нельсон Майлс
- Майкл Лернд — Майк Ярднер
- Пітер Мернік — лейтенант Девіс
- Роберт Коваррубіас — бармен
- Нед Белламі — капітан Харріс
- Дейв Флорек — Смайлі
- Хоакін Мартінес — Джеронімо
- Кевін Сіфуентес — Начіте
- Роберт Брайан Вілсон — капрал
- Блейк Бойд — Фрелі
- Джеймс Майленс — вартовий солдат